# False Positive
False Positive è un film del 2021 diretto da John Lee.

## Trama
La copywriter Lucy Martin vive con suo marito Adrian a Manhattan. La coppia cerca di avere un figlio da due anni e decide di rivolgersi al dottor John Hindle, ex insegnante di Adrian e uno dei principali medici della fertilità. Lucy rimane incinta dopo che il dottor Hindle l'ha inseminata, usando una tecnica da lui inventata. Durante un'ecografia scopre di essere incinta di tre gemelli: due gemelli maschi e una femmina. Hindle suggerisce una riduzione selettiva; sia i gemelli che la figlia dovrebbero essere interrotti per garantire una gravidanza e un parto sani. Adrian e Lucy decidono di tenere la ragazza. Lucy si unisce a un gruppo di donne incinte, dove fa amicizia con Corgan, rimasta incinta grazie alla fecondazione in vitro. Online, Lucy scopre Grace Singleton, un'ostetrica spirituale con un approccio naturale e sviluppa un fascino per lei.
Durante la riduzione, Lucy sviene e sente Adrian e Hindle parlare. Successivamente, sanguina eccessivamente dall'utero, cosa che Hindle considera un caso comune. Adrian consegna a Hindle un premio e Lucy diventa diffidente nei suoi confronti. Lucy trova una cassaforte nell'ufficio di Adrian e condivide con Corgan i suoi crescenti sospetti che Hindle abbia fatto qualcosa alla figlia non ancora nata e Adrian ne è a conoscenza. Dopo che Lucy ha ulteriori complicazioni, Hindle attribuisce la colpa alla depressione prenatale e le prescrive farmaci, che lei prende. Dopo aver fatto un sogno in cui vede Hindle e Adrian fare sesso, Lucy apre la cassaforte di Adrian e trova un file su di lei, inclusa la prova che è monitorata. Corgan prende il file per mostrarlo al marito avvocato e suggerisce a Lucy di comportarsi normalmente finché non ne saprà di più. Lucy affronta Adrian, ammettendo che non si sente al sicuro con Hindle. Lucy sperimenta ulteriori strani sogni e visioni, incluso il quasi annegamento in una vasca piena di acqua insanguinata.
Durante il suo baby shower, Lucy si rende conto che Corgan conosce il suo vero nome, nonostante non lo abbia mai condiviso. Corgan le regala una copia di una prima edizione del libro di JM Barrie Peter Pan e Wendy e Lucy sembra vedere l'ombra di Peter Pan trasformarsi in una strana macchia di sangue in espansione sulla copertina del libro. Lucy la affronta e Corgan ammette che ora consulta anche Hindle e che ha dato il file ad Adrian a causa della sua preoccupazione per lo stato mentale di Lucy. Dice a Lucy che Adrian nega di avere una cassaforte nel suo ufficio. Lucy sperimenta le contrazioni e va da Grace per partorire, scoprendo che sta dando alla luce i gemelli maschi invece della bambina. Prima che possa dare alla luce il secondo gemello, Grace li porta in ospedale dopo una forte emorragia, ma Adrian la porta da Hindle, che fa nascere il secondo bambino. Disillusa e depressa, Lucy parla con Grace ma si rende conto che l'immagine di lei come "dea" ostetrica afroamericana era irrealistica ed elaborata. Grace dice a Lucy che deve risolvere il suo problema.
Lucy va alla clinica di Hindle per affrontarlo, dove è scioccata nell'apprendere che Adrian si unirà allo studio ginecologico di Hindle. Lucy si intrufola in una stanza segreta etichettata "The Lab" nella clinica, dove trova la sua placenta rimossa e un feto femminile ridotto. Hindle rivela che era il suo sperma usato per inseminare Lucy, come fa con tutti i suoi pazienti, credendo che i suoi geni fossero superiori. Ha un frigorifero pieno di fiale del suo stesso sperma che vengono utilizzate per inseminare le sue pazienti e diffondere ulteriormente la sua linea di sangue nel mondo attraverso le nascite maschili. Tenta di drogare Lucy ma lei lo prende a calci e gli spacca la testa con uno specchio, poi lo lega su una sedia medica, dopo di che viene attaccata da un'infermiera, Dawn. Droga Dawn e picchia Hindle a sangue, distruggendo il suo frigorifero pieno di fiale di sperma e lasciando l'ufficio con il feto.
Arrivando a casa, immagina di liberare i gemelli per fluttuare fuori dalla finestra (un riferimento al sottomotivo Peter Pan e Wendy della narrazione). Quando Adrian torna a casa, afferma che l'accordo con Hindle sarebbe stato positivo per entrambi. Lucy gli dà i gemelli e gli ordina di andarsene. Quindi prende in braccio il feto femmina e tenta di allattarlo, allucinando che inizi a succhiare.